# فيرنر هايزنبيرغ
فيرنر كارل هايزنبيرغ (5 ديسمبر 1901 في فورتسبورغ – 1 فبراير 1976 في ميونخ) فيزيائي ألماني حائز على جائزة نوبل لعام 1932. اكتشف أحد أهم مبادئ الفيزياء الحديثة وهو مبدأ عدم التأكد. من مؤلفاته الجزء والكل والفلسفة والفيزياء والطبيعة في الفيزياء.

## حياته
ولد فيرنر هايزنبيرغ في ألمانيا سنة 1901 وحصل على الدكتوراه في الفيزياء النظرية من جامعة ميونخ سنة 1923. ومن سنة 1924 حتى سنة 1927 عمل مساعداً للفيزيائي الدانماركي نيلز بور. ظهرت أولى أبحاثه عن نظرية الكمّ سنة 1925 وظهرت صياغته لمبدأ عدم التأكد سنة 1927. توفي هايزنبيرغ سنة 1976 عن عمر يناهز 74 عامًا. وعاشت من بعده زوجته وسبعة من الأبناء. نشأ هايزنبرغ وعاش كمسيحي لوثري.

## أهمية نظريته العلمية
جاء اكتشاف هايزنبيرغ في علم الفيزياء تحديدًا اكتشافه ميكانيكا الكم، فالميكانيكا هي الفرع من علم الفيزياء الذي يهتم بالقوانين العامة للتحكم في حركة الأشياء المادية. إنه أهم فروع علم الفيزياء، وفي السنوات الأولى من القرن العشرين، أصبحت قوانين الفيزياء المعروفة غير قادرة على تفسير حركة الأشياء الصغيرة كالذرات وجزيئات الذرات، وكان شيئا محيراً ومقلقاً أيضاً حيث كانت تلك القوانين قادرة على تفسير الأشياء الأكبر حجماً من الذرة أما الذرة وما دونها فلم تجد قوانين تفسر حركتها. وفي سنة 1925 قدّم فيرنر هايزنبيرغ قوانين جديدة تختلف تماماً عن تلك الصيغ التي قدمها نيوتن قبل ذلك. أما نظرية هايزنبيرغ - وقد أدخل عليها عدد آخر من العلماء بعض التعديلات - فأصبحت قادرة على تفسير حركة كل الأشياء صغيرها وكبيرها. ومن أهم نتائج نظرية هايزنبيرغ في تفسير حركة الذرات مبدأ اسمه مبدأ عدم التأكد. هذا المبدأ الذي وضع صيغته سنة 1927. ويعتبر هذا المبدأ من أعظم المبادئ أثراً في تاريخ العلم الحديث حيث أنه يضع حدوداً لقدرة الإنسان على قياس الأشياء.

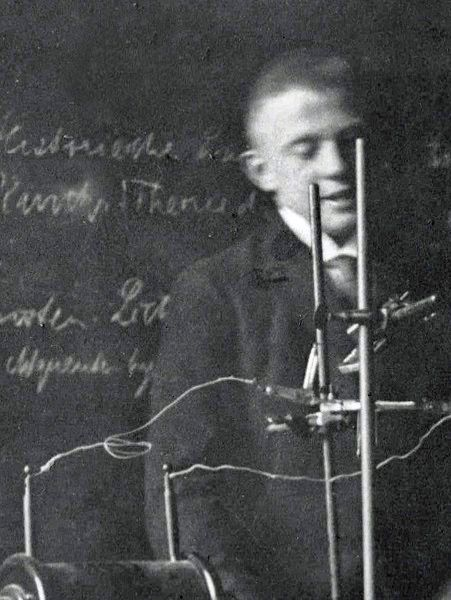
صوره لاحد تجاربه

فهذا المبدأ معناه أنه لا يمكن قياس خاصتين فيزيائيتين (كالمكان والسرعة) لجسيم كمي (كالإلكترون) بلحظة معينة دون وجود قدر من عدم التأكد من أحد الخاصيتين أو كليهما. فإذا عرفنا مكان الإلكترون بلحظة أصبح مستحيلاً معرفة سرعته بدقة، لأن إلكترونا متحركا في لحظة من الزمن (خلال فترة زمنية تتناهى إلى الصفر) سيبدو ساكنا. فإذاً هناك قدر لا يمكن معرفته ولا نستطيع أن نكون على يقين منه. أما نتائج هذا المبدأ فشيء هائل حقاً، فإذا كانت القوانين الأساسية للفيزياء تمنع أي عالمٍ مهما كانت ظروفه مثالية، من أن يحصل على أية معلومات مؤكدة، فمعنى ذلك أنه لا يستطيع أن يتنبأ بحركة أي شيء مستقبلاً. ومعنى هذا المبدأ وتطبيقاً له فإن أي تعديل أو تطوير في وسائلنا في المعرفة لن يمكننا من التغلب على هذه الصعوبة.
ومبدأ عدم اليقين هذا معناه أن علم الفيزياء لا يستطيع أن يفعل أكثر من أن تكون لديه تنبؤات إحصائية فقط. فالعالم الذي يدرس الإشعاع مثلا، يمكنه أن يتنبأ فقط بأن من كل ألف مليون ذرة راديوم مليونان فقط سوف يصدران أشعة غاما في اليوم التالي، كما أنه لا يستطيع التنبؤ أي نوع من ذرات الراديوم سوف يفعل ذلك. ولكن يمكننا القول أنه كلما زادت عدد الذرات كلما زاد عدم التأكد وكلما نقصت كلما زاد التأكد. وكانت هذه النظرية مقلقة لدرجة أن عالماً كبيراً بوزن آينشتاين قد رفضها أول الأمر . وهو الذي قال «إن عقلي لا يستطيع أن يتصور أن الله يلعب النرد بهذا الكون» ومع ذلك لم يجد العلماء أمامهم إلا قبول هذه النظرية التي اهتدى إليها هايزنبيرغ.

## نتائج نظريته الهامة
ومن الواضح أن نظرية الكم هذه لها نتائج أعمق من نظرية النسبية لأينشتين وكانت لها آثار فلسفية عميقة. ومن نتائج هذه النظرية أننا استخدمنا الميكروسكوب الإلكتروني وآشعة الليزر والترانزستور، كما أن لفيزياء الكم نتائجها العلمية في الفيزياء النووية والطاقة النووية، وهي أساس معلوماتنا عن الطيف الضوئي. كما أنها تستخدم في الفلك وفي الكيمياء كما أننا نعتمد عليها في معرفة خواص الهيليوم السائل والتكوينات الداخلية للنجوم ومغناطيسية الحديد والإشعاع النووي. يذكر أن هناك من اهتموا وساهموا في نظرية الكم في الميكانيكا أمثال: ماكس بلانك، ألبرت أينشتاين، ونيلس بور والعالم الفرنسي لويس دي بروي كما ساهم فيها بعد نشرها عدد آخر من العلماء كالعالم النمساوي إرفين شرودنغر والعالم الإنجليزي بول ديراك، كلاهما قد أضاف تصوراً جديداً إلى ميكانيكا الكمّ بالإضافة إلى تصور هايزنبرغ المبني على ميكانيكا المايتركس، فتصور شرودنغر مبني على معادلة شرودنغر وتصور ديراك المبني على معادلته.
ومن مؤلفاته «فيزياء وفلسفة» ترجمه إلى العربية الدكتور الفيزيائي أدهم السمان.

## روابط خارجية
- فيرنر هايزنبيرغ على موقع الموسوعة البريطانية (الإنجليزية)
- فيرنر هايزنبيرغ على موقع مونزينجر (الألمانية)
- فيرنر هايزنبيرغ على موقع ميوزك برينز (الإنجليزية)
- فيرنر هايزنبيرغ على موقع إن إن دي بي (الإنجليزية)
- فيرنر هايزنبيرغ على موقع ديسكوغز (الإنجليزية)